# Ivanhoe (película para televisión)
Para la novela de Walter Scott, véase Ivanhoe
Ivanhoe es un telefilme británico de 1982, basado en la novela del mismo título escrita en 1819 por sir Walter Scott. Fue dirigido por Douglas Camfield, y escrito por John Gay. 
La banda sonora de Allyn Ferguson fue nominada a los Emmy en 1982 y la película se estrenó en la CBS el 23 de febrero de 1982.

## Argumento
Es el año 1194. Ivanhoe, el hijo de un noble sajón, regresa a Inglaterra de las cruzadas. El príncipe Juan es regente en ausencia de su hermano, el rey Ricardo Corazón de León, quien está encarcelado en Austria. Los sajones no han aceptado a sus conquistadores normandos y hay mucha animosidad entre ellos. Ivanhoe llega a la corte justo cuando comienza un torneo de justas en Ashby-de-la-Zouch y supera a los tres nobles normandos que han aceptado enfrentarse allí a todos los interesados. 
Sin embargo, Ivanhoe acaba gravemente herido y es cuidado por ello por los judíos Isaac de York, que conoció justo antes y su hermosa hija Rebecca. Los tres son tomados prisioneros, junto con el padre de Ivanhoe, Cedric y su pupila Rowena, por los tres caballeros que Ivanhoe venció en el torneo. Esos tres caballeros y Juan Sin Tierra quieren acabar con el rey Ricardo para poner a Juan en el trono con el propósito de acabar luego con los sajones. 
Con la ayuda de Robin Hood, el misterioso Caballero Negro ataca el castillo de Front-de-Boeuf para ayudar a Ivanhoe. Es el lugar donde se encuentran los cautivos. El caballero negro los vence y rescata a los prisioneros de allí. Uno de los caballeros muere, el otro es hecho prisionero y el tercero de los tres caballeros, Bois de Gilbert, huye con Rebecca y Ivanhoe tiene por ello que rescatarla, cuando la acusan de ser una bruja por la orden templaria, de la cual Bois de Gilbert es miembro importante. Todavía no recuperado él tiene que enfrentarse para ello en combate a Bois de Gilbert, el cual, enamorado de Rebecca, decide permitir su propia muerte a manos de Ivanhoe para rescatarla de la hoguera.
El caballero negro resulta ser el rey Ricardo, que desvela su identidad al caballero prisionero antes de desterrarlo. Antes de irse del país ese caballero le informa a Juan Sin Tierra de la derrota inesperada y, siguiendo su consejo, Juan Sin Tierra decide ponerse de inmediato del lado de su hermano para evitar correr una suerte parecida. Finalmente la orden templaria en Inglaterra es disuelta por Ricardo por haber participado también en la conspiración y tanto normandos como sajones tienen que aceptar la realidad que son ahora un solo pueblo.
Rowena y Ivanhoe, que están enamorados mutuamente, se casan, mientras que Rebecca y su padre abandonan Inglaterra por la animosidad que allí la gente en general, tanto sajones como normandos, tiene hacia ellos por el mero hecho de ser judíos.

## Reparto

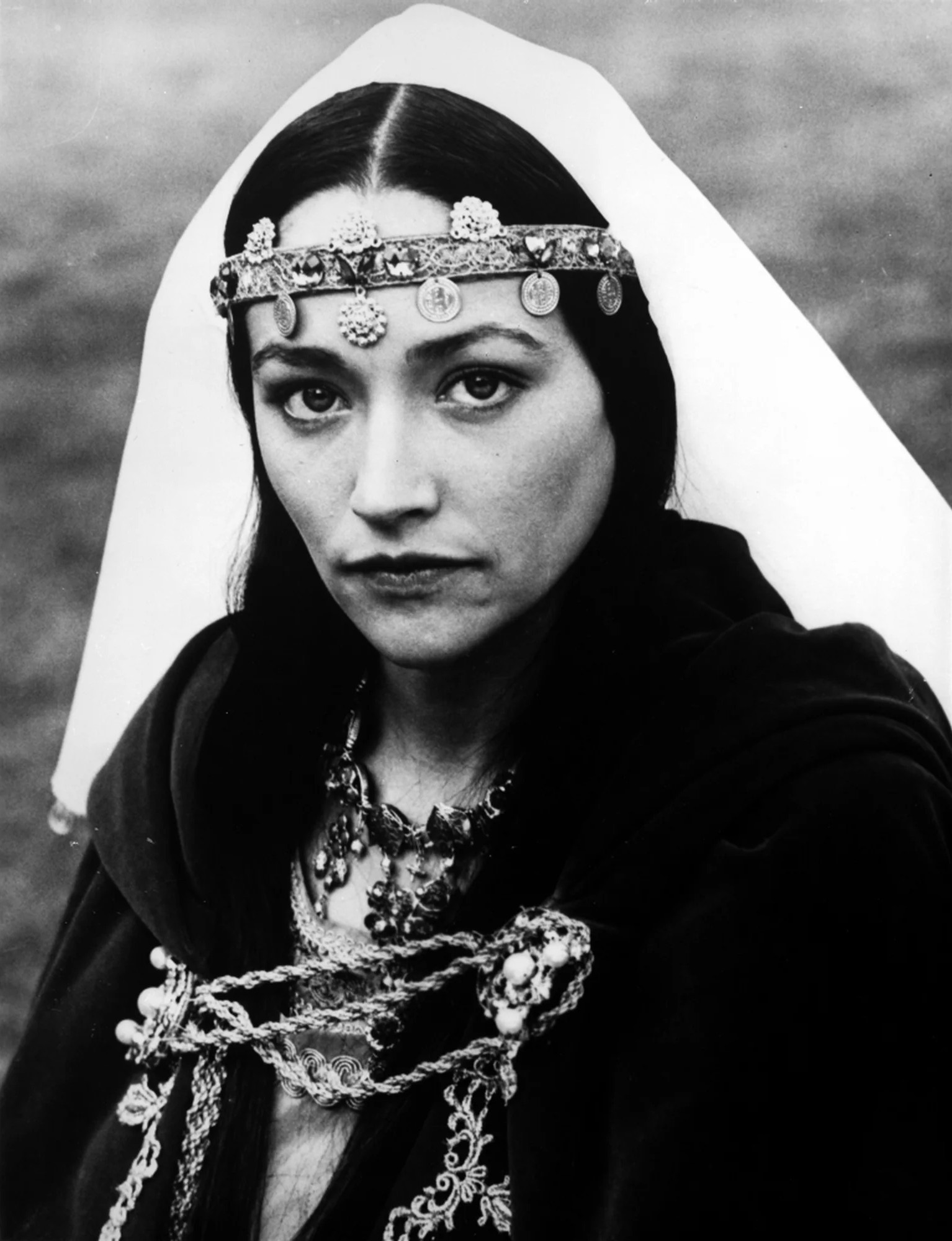
Olivia Hussey caracterizada para el telefilme como Rebecca de York.

- Anthony Andrews como Wilfred de Ivanhoe
- Sam Neill como Sir Brian de Bois-Guilbert
- Julian Glover como Rey Ricardo
- James Mason como Isaac de York
- Olivia Hussey como Rebecca de York
- Lysette Anthony como Lady Rowena
- Michael Gothard como Athelstone
- Robert Pickup como Príncipe Juan
- Tony Haygarth como Fraile Tuck
- John Rhys-Davies como Front de Bœuf